# わ行う
この項目では、五十音図のわ行う段 (wu) について述べる。

## 発音
歴史的に日本語で「wu」の発音が存在したかどうかは明らかではない。加えて、「u」と「wu」とは区別せず、認識上は同一の発音とみなされる。
- 一方、「居り」「wori」は、「wu」+「ari」の複合から生じたと考え、したがって wu の存在を裏付けるとの説もある[1]。
- 古典日本語文法のワ行下二段活用に、ゑ　ゑ　う　うる　うれ　ゑよ　とあり、わ行う段が現れる。

## 文字
→ 「仮名遣い」項の「上代特殊仮名遣とヤ行のエ」節、及び「五十音」項の「51全てが異なる字・音: 江戸後期から明治」節も、併せて参照
江戸時代から明治時代にかけて、あ行う段の /u/ の仮名と、わ行う段の /wu/ の仮名を、区別しようとする試みが出てきた。そうした際の区別を表すために使用された字は文献によってさまざまで、「」と「」はそうした中の二つに過ぎない。
- /u/
  - 古くから使われてきた仮名
    - 平仮名
      - う[3]
      - [4]　-「う」の変体仮名
      - [5]　-「う」の変体仮名

    - 片仮名
      - ウ[3]

  - 新たに創作された仮名
    - 片仮名
      - [5]　-「傴」の省画

- /wu/
  - 古くから使われてきた仮名
    - 平仮名
      - う [5]
      - [6]　-「う」の変体仮名
      - [7]　-「う」の変体仮名
      - [8]　-「う」の変体仮名

    - 片仮名
      - ウ [5]
      - [3][9]　-「ウ」の元字

  - 新たに創作された仮名
    - 平仮名
      - う〻[10]　-  点付きの「う」
      - [3][11]　-「汙」の草書
      - [3]　-「紆」の草書
      - [12]　-「迂」の草書
      - [13][14]　-「卯」の草書

    - 片仮名
      - ウ〻[10]　-  点付きの「ウ」
      - [15]　-「卯」の省画

このような使い分けは、音義派の学説に基づいて考え出された。音義派は、あ行い段とや行い段、あ行え段とや行え段、あ行う段とわ行う段は、それぞれ本来は違う音だったと主張し、それらには異なる仮名を充てることを提唱したのである。
しかし日本語の研究が進むにつれて、これらの音に区別はないとする説が主流になっていった。その結果、こうした特異な字が実際に用いられるようになることはなかった。

## 符号位置
2021年9月、Unicode 14.0 に「」(U+1B11F, HIRAGANA LETTER ARCHAIC WU) と「」(U+1B122, KATAKANA LETTER ARCHAIC WU) が採用された。
| 記号 | Unicode | JIS X 0213 | 文字参照            | 名称                       |
| ---- | ------- | ---------- | ------------------- | -------------------------- |
| 𛄟   | U+1B11F | -          | &#x1B11F; &#110879; | HIRAGANA LETTER ARCHAIC WU |
| 𛄢   | U+1B122 | -          | &#x1B122; &#110882; | KATAKANA LETTER ARCHAIC WU |